# Thorecta colus
Thorecta colus är en svampdjursart som först beskrevs av Jean-Baptiste Lamarck 1813.  Thorecta colus ingår i släktet Thorecta och familjen Thorectidae. Inga underarter finns listade i Catalogue of Life.